# Christophe Thivrier
Pour les articles homonymes, voir Thivrier.
Christophe Thivrier, dit Christou, né le 16 mai 1841 à Durdat-Larequille et mort le 8 août 1895 à Commentry, est un ouvrier et homme politique français. Élu à Commentry en 1882, il est surnommé le « député en blouse » et réputé pour être le premier maire socialiste du monde,.

## Biographie
Christophe Thivrier  est le fils de Gilbert Thivrier, cultivateur puis mineur, et Marie Moncier. À l'âge de 10 ans il est ouvrier mineur. Par la suite, il occupera les professions d'entrepreneur en bâtiment, huilier, boulanger, marchand de vin, tous ses métiers servant à se défaire de l'emprise de la compagnie des mines qui tentait de faire taire le mouvement ouvrier naissant. Il fut partie prenante de La Marianne (société secrète qui tentait d'unifier les revendications ouvrières dans l'illégalité, les syndicats étant interdits).
Mineur jusqu'à l'âge de 28 ans, il devient par la suite un petit entrepreneur dans le bâtiment. Il est élu conseiller municipal de Commentry en 1874 sur une liste républicaine. Élu maire de Commentry le 6 juin 1882, il devient le premier maire socialiste au monde. Il fut réélu en 1888 mais abandonna son poste après sa victoire aux élections législatives.
Élu député en 1889 sous l'étiquette du Parti ouvrier, il se présente à l'Assemblée nationale dans la blouse bleue des ouvriers bourbonnais, respectant ainsi l'engagement pris devant les mineurs de Bézenet et refusa de la poser sous les injonctions des huissiers, leur rétorquant : « Quand l'abbé Lemire posera sa soutane, quand le général de Gallifet quittera son uniforme, je poserai ma blouse d'ouvrier ». Il précise : « Je quitterai mes sabots de paysan et je tâcherai d’endurer des bottines, mais porter un habit à “queue-de-morue”, il n’y faut point songer ».
Il est notamment connu pour un épisode dans l'hémicycle de l'Assemblée nationale, le 27 janvier 1894. Lorsque le député de la Haute-Saône Georges Chaudey adresse à Jules Guesde : « Quand on a derrière soi la Commune, on n'a pas le droit de protester contre la violation de la liberté », Christophe Thivrier crie trois fois « Vive la Commune », ce qui lui vaut une exclusion temporaire. C'est d'ailleurs en souvenir de cet incident que les mairies de Montluçon et Commentry chôment depuis, le 18 mars, date anniversaire de la Commune.
Il est le père de deux autres maires de Commentry, Alphonse et Isidore Thivrier, et du député Léon Thivrier, ainsi que le beau-père du journaliste, écrivain et homme politique Ernest Montusès.